# Le Marginal
Pour plus de détails, voir Fiche technique et Distribution.
 Le Marginal est un film français réalisé par Jacques Deray,  sorti en 1983. Écrit par Deray et Jean Herman, et dialogué par Michel Audiard, il met en vedette Jean-Paul Belmondo dans le rôle d'un commissaire de police prêt à tout pour coincer un trafiquant de drogue. Dès sa sortie, Le Marginal rencontre un grand succès populaire, avec 4 956 822 entrées.

## Synopsis
Le commissaire Philippe Jordan (Jean-Paul Belmondo) est un flic aux méthodes expéditives. Encombrant tant pour ses supérieurs que pour ceux qu'il traque, en raison de méthodes souvent peu licites, il ne manque pas d'efficacité. Récemment muté à Marseille, il veut mettre hors d'état de nuire Sauveur Mecacci, un des parrains de la French Connection et pédophile notoire, pour qui Jordan éprouve de la rancœur. Après une poursuite en hélicoptère, duquel il saute sur un bateau, il saisit deux cents kilos d'héroïne qu'il jette à la mer. Jordan est cependant saqué à la suite de la découverte du cadavre d'un indicateur dans son salon pour le faire tomber. Jordan se retrouve alors dans un commissariat de police parisien, un « placard à balais », où il fait équipe avec l'inspecteur Rojinski, l'un de ses amis dans le commissariat.
Jordan reste toujours fixé sur son objectif, coincer Mecacci, et ne néglige aucune piste pour obtenir des témoignages contre celui-ci. Il fréquente donc les lieux les plus mal famés de la capitale, se liant au passage avec Livia Dolores Maria, une prostituée qu'il défend contre ceux qui lui reprochent de parler à un flic. Il compte aussi sur de vieilles connaissances : Francis Pierron, patron d'une salle de boxe qui s'occupe aussi de machines à sous ; « Tonton », qu'il a mis à l'ombre, mais qui accepte de le renseigner à condition qu'il arrache sa fille au squat des Antillais. Ainsi Jordan arrive-t-il à « Freddy le chimiste », ancien complice de Mecacci. Contre une somme rondelette, Freddy accepte de témoigner, mais un des sbires de Mecacci l'élimine. Jordan rattrape le tueur, Marc Villa, qui ne dit rien. Mecacci fait ensuite abattre Francis car il a refusé sa « protection ». Jordan se venge en neutralisant les tueurs lors d'une course-poursuite en voiture.
Contacté par un certain Baldi, Jordan doit arriver jusqu'au caïd, mais il déjoue un piège en neutralisant les tireurs, qui tuent Baldi au passage. Avec l'arme de ce dernier, Jordan va à la rencontre de Mecacci et le tue. Plus tard, Rojinski annonce à Jordan l'assassinat de Mecacci. Celui-ci feint la surprise, se gardant bien de lui dire que c'est lui qui a éliminé l'impitoyable criminel.

## Fiche technique
- Titre : Le Marginal
- Réalisation : Jacques Deray, assisté de Frédéric Blum
- Scénario : Jacques Deray, Jean Herman et Michel Audiard (non crédité)
- Dialogues : Michel Audiard (non crédité)
- Musique : Ennio Morricone (accompagné par le groupe Blizzard), Trompette : Alessandro Alessandroni
- Photographie : Xaver Schwarzenberger
- Son : Alain Sempé
- Cascades :
  - Réglage : Rémy Julienne (cascades automobiles), Claude Carliez (bagarres)
  - Exécution : Jean-Paul Belmondo, Dominique Gilles (pilote d'hélicoptère)
- Effets sonores : Daniel Couteau
- Générique : Eurocitel
- Distribution : Margot Capelier
- Production : Alain Belmondo
- Durée : 100 minutes
- Genre : policier
- Pays de production :  France
- Date de sortie : 26 octobre 1983
- Classification CNC : tous publics[2]
- Affiche : Illustration Renato Casaro (France)

## Distribution
- Jean-Paul Belmondo : Commissaire divisionnaire Philippe Jordan
- Henry Silva (VF : Jacques Deschamps) : Sauveur Mecacci
- Maria Carlos Sotto Mayor (créditée Carlos Sotto Mayor) : Livia Dolores Maria Monteblanco, prostituée
- Pierre Vernier : Inspecteur Rojinski
- Maurice Barrier : Tonton
- Claude Brosset : Antonio Baldi
- Tchéky Karyo : Francis Pierron, ami du Commissaire Jordan
- Jean-Claude Dreyfus : un travesti
- Ysabelle Lacamp (créditée Isabelle Lacamp) : une prostituée qui aurait bien « monté à l’œil » avec le commissaire Jordan
- Dany Kogan : la prostituée, qui connaît bien les frères Tourian
- Mehmet Ulusoy (crédité Memet Ulosoy) : M. Mansour, attaché culturel à l’ambassade de Turquie
- Jean-Louis Richard : Antoine
- Michel Robin : Alfred Gonet, dit Freddy le chimiste
- Jacques Maury : Maître Cappa, avocat et associé de Mecacci
- Didier Sauvegrain : Marc Villa, homme de main, assassin d'Alfred
- Stéphane Ferrara : Tonio, l'indic assassiné
- Roger Dumas : Inspecteur Simon
- Maurice Auzel : Inspecteur Rosenberg
- Jean-Roger Milo : gardien du squat
- Gabriel Cattand : Contrôleur Dumas
- Henri Attal : Georges, le serveur du restaurant Le Gavroche
- Jacques David : Garnier, supérieur du Commissaire Jordan
- Lætitia Gabrielli : Catherine Cerruti, la fille (droguée) de Tonton
- Jean-Hugues Lime : Speed
- Michel Berreur : le premier frère Tourian
- Yves Gabrielli : le deuxième frère Tourian
- Fatiha Chriette : la mère Kemal
- Daniel Breton : Angelo, homme de main, le conducteur lors de la course-poursuite
- Amadeus August : le videur du club Le Carré D'As
- Paul Sørensen : homme prenant un café
- René Chateau (coproducteur du film) : le maître d'hôtel du restaurant (caméo non crédité)
- Charly Koubesserian (maquilleur du film) : le patron de l'atelier de confection (caméo non crédité)

## Autour du film
- Le Marginal marque les retrouvailles entre Jean-Paul Belmondo et le réalisateur Jacques Deray, dix-huit ans après Par un beau matin d'été et treize ans après Borsalino. Ils se retrouveront quatre ans plus tard pour Le Solitaire.
- La scène de la poursuite entre les bandits qui roulent dans une Plymouth Volaré 1976 et le commissaire Jordan dans sa Ford Mustang 1967 survitaminée se veut un hommage à la scène de poursuite de Bullitt (sorti 15 ans plus tôt) et à Steve McQueen (mort trois ans plus tôt). Elle a été tournée à Aubervilliers mais aussi dans le 19e arrondissement, le long du bassin de la Villette et dans le 13e arrondissement sur le boulevard Auguste Blanqui, entre les stations de métro Corvisart et Glacière. Deux Ford Mustang d'un vert rappelant, en plus foncé, celui de la Mustang de Bullitt ont été utilisées pour la poursuite. L'une des deux Mustang a été préparée par Joe Cote à Villepinte. Dotée de pneus plus larges et disposant d'environ 400 chevaux, elle a servi pour les plans fixes puis a été rachetée par un collectionneur. La deuxième Mustang, qui a été endommagée par Jordan lors de la poursuite, est une Mustang classique avec les pneus d'origine ; elle fut longtemps entreposée à La Ferté-Alais dans le parking de Rémy Julienne avant d'être détruite, car endommagée durant la scène de la poursuite. Elle fut envoyée à la ferraille à la fin des années 1990.
- Le tournage s'est déroulé d'Avril à Juillet 1983[3].
- Jacques David (ici dans le rôle de Garnier, le supérieur du commissaire Jordan) avait déjà tourné aux côtés de Belmondo dans le film Le Corps de mon ennemi (1976) où il tenait le rôle de l'avocat général.
- La scène de la poursuite maritime présentant une vedette des Douanes au large de Marseille a été réalisée avec une vraie embarcation des Douanes. Il s'agit de la DF30, basée encore aujourd’hui[Quand ?] à son port d'attache à Port-Vendres (66). Les douaniers en poste sur l'embarcation ont participé aux scènes durant plusieurs jours, pour seulement quelques secondes de film finalement.
- Le rôle de Catherine, la fille de Tonton, avait été proposé à Hélène Rollès qui refusa, car c'était le rôle d'une jeune fille droguée et prostituée, et qu'on devait voir ses seins[4]. Par un curieux hasard, le rôle a été finalement attribué à Lætitia Gabrielli, qui retrouvera justement Hélène Rollès dans la série télévisée Hélène et les Garçons quelques années plus tard.
- Tonton qui confie sa fille, c'est clairement un clin d'œil au film Les Tontons flingueurs, dans lequel Fernand Naudin (Lino Ventura) se voit confier la fille de Louis, dit « le Mexicain », vieil ami de ses années de voyou, qu'il n'a pas revu depuis quinze ans. Michel Audiard est d'ailleurs déjà dialoguiste de ce film sorti en 1963.
- La représentation d'un attaché culturel de l'ambassade turque comme un trafiquant de drogue a été considérée comme un affront par les autorités turques.
- C'est le deuxième film, après Le Professionnel, où le nom de Michel Audiard n'est pas crédité au générique en tant que scénariste et dialoguiste, la raison invoquée par ce dernier est que le réalisateur aurait modifié considérablement le scénario et les dialogues, pour laisser plus de place aux scènes d'action[5].

## Accueil
Le film a été un succès, se classant en 3e position du box-office français 1983, totalisant 4 956 822 entrées.
Lors de sa première semaine d'exploitation à Paris, le film totalisera 468 821 entrées, un record pour Jean-Paul Belmondo à l'époque.
Avec ce film, Belmondo atteint son apogée commercial : le film dépasse le million de spectateurs à Paris et en périphérie, en seulement cinq semaines, comme L'As des as sorti un an auparavant. Les films suivants de Jean Paul Belmondo marquent une lente érosion ; chacun fait moins bien que le précédent, jusqu’à l’échec du Solitaire, considéré par Belmondo lui même, comme le polar de trop.

## Voitures du film
- Philippe Jordan : Renault 18 break (Millésime 83), Simca-Talbot Horizon (Millésime 81).
- Inspecteur Rojinski : Renault 18 break (Millésime 83).
- Inspecteur Simon : Peugeot 504 (1977).
- Francis Pierron : Ford Mustang Luxury (1967). Voiture utilisée lors de la poursuite.
- Sauveur Mecacci : Cadillac Fleetwood Limousine (1977).
- Hommes de main de Mecacci : Chrysler 180 (1973), Plymouth Volaré (1976) (Voiture utilisée lors de la poursuite).
- Maître Cappa :  BMW Série 7 (type E23) (1979) .
- Antonio Baldi : Citroën CX (Millésime 83).